# تسويوشي ياماغوتشي
تسويوشي ياماغوتشي هو سياسي ياباني، ولد في 3 أكتوبر 1954 في هيوغو في اليابان. حزبياً، نشط في الحزب الديمقراطي الياباني والحزب الليبرالي الديمقراطي الياباني. في الانتخابات العامة اليابانية 2017، انتخب عضو مجلس النواب من اليابان عن دائرة Hyogo 12th District ‏ وقد انضم خلال فترته النيابية ‏ (22 أكتوبر 2017 – )  للكتلة البرلمانية الحزب الليبرالي الديمقراطي الياباني وانتخب عضو مجلس النواب من اليابان عن دائرة Hyogo 12th District ‏ وقد انضم خلال فترته النيابية ‏  للكتلة البرلمانية الحزب الليبرالي الديمقراطي الياباني.

## وصلات خارجية
- الموقع الرسمي